# Kyle Martino
Pour les articles homonymes, voir Martino.
Kyle Hunter Martino (né le 19 février 1981 à Atlanta) est un footballeur américain (soccer) d'origine italienne. Il a joué au poste de milieu offensif pour les Los Angeles Galaxy.
Il est aujourd'hui journaliste pour la chaîne de télévision NBC.

## Biographie

### Vie personnelle
Il a épousé l'actrice Eva Amurri le 29 octobre 2011 ; cette dernière annonce en 2014 que le couple attend un enfant.

## Carrière
- 2002-2006 : Columbus Crew  États-Unis
- 2006-2008 : Los Angeles Galaxy  États-Unis

## Palmarès
- MLS Rookie of the Year 2002